# I. Vilmos normandiai herceg
I. (Hosszúkardú) Vilmos (angolul: William I Longsword), (893 körül – Pikárdia, 942. december 17.) normandiai herceg 927-től haláláig.
Rollo herceg fiaként született, és édesapja lemondása után kezdett el uralkodni a hercegségben. Részben hadjáratokkal, részben hűségesküjének fejében kizsarolt birtokokkal növelte területeit. 939-ben Nagy Hugó szövetségeseként részt vett a IV. Lajos nyugati frank király elleni felkelésben . A háború a pápa közbenjárásval hamarosan véget ért, Lajos pedig 940-ben megújította Vilmos hűségesküjét. A herceg nem mondott le a további terjeszkedésről, és 942-ben ellenfelei meghívták a Somme folyó egyik szigetére. Itt I. Arnulf flamand gróf parancsára meggyilkolták.